# William Mitchell Ramsay
William Mitchell Ramsay, född den 15 maj 1851 i Glasgow, död den 20 april 1939 i Bournemouth, var en  skotsk antikhistoriker och klassisk arkeolog.
Ramsay studerade klassisk filologi och antikens historia vid universiteten i Aberdeen, Oxford och Göttingen. År 1885 blev han den förste professorn i klassisk arkeologi vid universitetet i Oxford (Lincoln Professor of Classical Archaeology and Art) och 1886–1911 var han Regius Professor of Humanity vid universitetet i Aberdeen. Ramsay adlades 1906, var hedersdoktor vid nio universitet och ledamot av flera lärda sällskap.
Hans främsta verksamhetsområde var Mindre Asiens Hustorisk geografi. Ramsay reste till Mindre Asien första gången 1880 och denna första resa följdes fram till 1890 och därefter 1900–1914 årliga forskningsresor. Han upptäckte vid utgrävningar i Antiokia i Pisidien åren 1914 och 1924 fragment av ett exemplar av Augustus memoarer, Res Gestae Divi Augusti. Genom att kombinera autopsi med epigrafiska och skriftliga källor lyckades han ge väsentliga bidrag till lokaliseringen av enskilda orter och landskap och till dessas historia. 
En särskild vikt lade han vid att om möjlligt placera de orter som nämns i de nytestamentliga skrifterna i Mindre Asien och vid den tidiga kristendomens historia där. Från början utgick han från att uppgifterna i Apostlagärningarna ofta var otillförlitliga, men han kom inom ramen för sin forskning allt mer till den övertygelsen att de är ytterst trovärdiga och han uttalade sin högaktning för historikern Lukas. I sin inflytelserika skrift om de sju sändebreven i Uppenbarelseboken påvisar Ramsay flera historiska belägg i de lokala begivenheterna i adressatförsamlingarna för det som står där.